# Districtul Veľký Krtíš

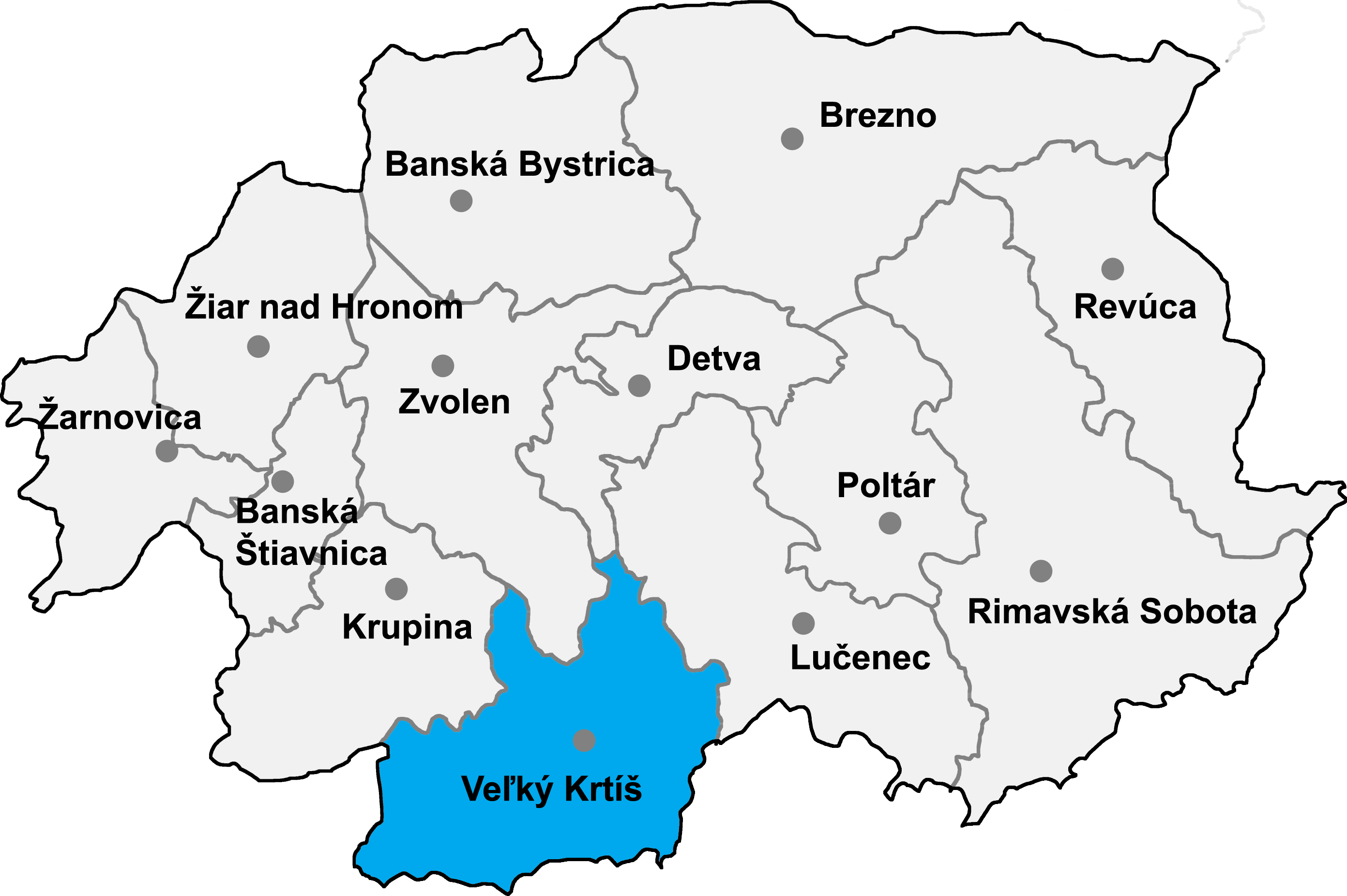
Districtul Veľký Krtíš

Districtul Veľký Krtíš (okres Veľký Krtíš) este un district în Slovacia centrală, în Regiunea Banská Bystrica.

## Demografie
| An:                | 1994   | 2004   | 2014   | 2024   |
| ------------------ | ------ | ------ | ------ | ------ |
| Număr de persoane: | 46.941 | 46.462 | 44.826 | 40.598 |
| Diferență:         |        | −1,02% | −3,52% | −9,43% |

| An:                | 2023   | 2024   |
| ------------------ | ------ | ------ |
| Număr de persoane: | 40.900 | 40.598 |
| Diferență:         |        | −0,73% |

## Comune
- Balog nad Ipľom
- Bátorová
- Brusník
- Bušince
- Čebovce
- Čeláre
- Čelovce
- Červeňany
- Chrastince
- Chrťany
- Dačov Lom
- Dolinka
- Dolná Strehová
- Dolné Plachtince
- Dolné Strháre
- Ďurkovce
- Glabušovce
- Horná Strehová
- Horné Plachtince
- Horné Strháre
- Hrušov
- Ipeľské Predmostie
- Kamenné Kosihy
- Kiarov
- Kleňany
- Koláre
- Kosihovce
- Kosihy nad Ipľom
- Kováčovce
- Lesenice
- Ľuboriečka
- Malá Čalomija
- Malé Straciny
- Malé Zlievce
- Malý Krtíš
- Modrý Kameň
- Muľa
- Nenince
- Nová Ves
- Obeckov
- Olováry
- Opatovská Nová Ves
- Opava
- Pôtor
- Pravica
- Príbelce
- Sečianky
- Seľany
- Senné
- Širákov
- Sklabiná
- Slovenské Ďarmoty
- Slovenské Kľačany
- Stredné Plachtince
- Sucháň
- Suché Brezovo
- Šuľa
- Trebušovce
- Veľká Čalomija
- Veľká Ves nad Ipľom
- Veľké Straciny
- Veľké Zlievce
- Veľký Krtíš
- Veľký Lom
- Vieska
- Vinica
- Vrbovka
- Záhorce
- Závada
- Želovce
- Zombor